# Santiago Bueno
Santiago Ignacio Bueno Sciutto (Montevideo, 9 novembre 1998) è un calciatore uruguaiano, difensore del Wolverhampton e della nazionale uruguaiana.

## Biografia
Proviene da una famiglia di calciatori, è nipote di Gustavo, cugino di Gonzalo e anche suo fratello Gastón è un calciatore.

## Caratteristiche tecniche
Difensore centrale, può giocare anche nel ruolo di mediano.

## Carriera

### Club
Nel gennaio del 2017, il Barcellona lo acquista dal Peñarol in cambio di € 1 milione, inserendolo nelle giovanili.
Il 24 gennaio 2018 viene ceduto in prestito al Peralada.
Il 31 agosto 2018 il prestito viene rinnovato per un'altra stagione.
Il 12 agosto 2019 rescinde il proprio contratto coi blaugrana, per poi accasarsi 7 giorni dopo al Girona.
Il 31 agosto 2023 viene acquistato dal Wolverhampton.

### Nazionale
Dopo aver giocato con l’Under-17, passa titolare nell’Under-20 uruguaiana. Partecipa e vince il Sudamericano Under-20 nel 2017. Nello stesso anno prende parte al Mondiale Under-20.
Il 24 marzo 2023 esordisce in nazionale maggiore nell'amichevole pareggiata 1-1 contro il Giappone.

## Statistiche

### Presenze e reti nei club
Statistiche aggiornate al 6 gennaio 2025.
| Stagione             | Squadra              | Campionato           | Campionato | Campionato | Coppe nazionali | Coppe nazionali | Coppe nazionali | Coppe continentali | Coppe continentali | Coppe continentali | Altre coppe | Altre coppe | Altre coppe | Totale | Totale | Totale |
| Stagione             | Squadra              | Comp                 | Pres       | Reti       | Comp            | Pres            | Reti            | Comp               | Pres               | Reti               | Comp        | Pres        | Reti        | Pres   | Reti   |        |
| -------------------- | -------------------- | -------------------- | ---------- | ---------- | --------------- | --------------- | --------------- | ------------------ | ------------------ | ------------------ | ----------- | ----------- | ----------- | ------ | ------ | ------ |
| gen.-giu. 2018       | Peralada             | SDB                  | 12         | 1          | -               | -               | -               | -                  | -                  | -                  | -           | -           | -           | 12     | 1      |        |
| 2018-2019            | Peralada             | SDB                  | 29         | 2          | -               | -               | -               | -                  | -                  | -                  | -           | -           | -           | 29     | 2      |        |
| Totale Peralada      | Totale Peralada      | Totale Peralada      | 41         | 3          |                 | -               | -               |                    | -                  | -                  |             | -           | -           | 41     | 3      |        |
| 2019-2020            | Girona               | SD                   | 1          | 0          | CR              | 1               | 0               | -                  | -                  | -                  | -           | -           | -           | 2      | 0      |        |
| 2020-2021            | Girona               | SD                   | 36+4       | 2          | CR              | 3               | 1               | -                  | -                  | -                  | -           | -           | -           | 43     | 3      |        |
| 2021-2022            | Girona               | SD                   | 31+4       | 1          | CR              | 4               | 0               | -                  | -                  | -                  | -           | -           | -           | 39     | 1      |        |
| 2022-2023            | Girona               | PD                   | 34         | 0          | CR              | 2               | 0               | -                  | -                  | -                  | -           | -           | -           | 36     | 0      |        |
| Totale Girona        | Totale Girona        | Totale Girona        | 102+8      | 3          |                 | 10              | 1               |                    | -                  | -                  |             | -           | -           | 120    | 4      |        |
| 2023-2024            | Wolverhampton        | PL                   | 12         | 0          | FACup+CdL       | 4+1             | 0+0             | -                  | -                  | -                  | -           | -           | -           | 17     | 0      |        |
| 2024-2025            | Wolverhampton        | PL                   | 13         | 0          | FACup+CdL       | 0+2             | 0+0             | -                  | -                  | -                  | -           | -           | -           | 15     | 0      |        |
| Totale Wolverhampton | Totale Wolverhampton | Totale Wolverhampton | 25         | 0          |                 | 7               | 0               |                    | -                  | -                  |             | -           | -           | 32     | 0      |        |
| Totale carriera      | Totale carriera      | Totale carriera      | 176        | 6          |                 | 17              | 1               |                    | -                  | -                  |             | -           | -           | 193    | 7      |        |

### Cronologia presenze e reti in nazionale
| Cronologia completa delle presenze e delle reti in nazionale ― Uruguay | Cronologia completa delle presenze e delle reti in nazionale ― Uruguay | Cronologia completa delle presenze e delle reti in nazionale ― Uruguay | Cronologia completa delle presenze e delle reti in nazionale ― Uruguay | Cronologia completa delle presenze e delle reti in nazionale ― Uruguay | Cronologia completa delle presenze e delle reti in nazionale ― Uruguay | Cronologia completa delle presenze e delle reti in nazionale ― Uruguay | Cronologia completa delle presenze e delle reti in nazionale ― Uruguay |
| Data                                                                   | Città                                                                  | In casa                                                                | Risultato                                                              | Ospiti                                                                 | Competizione                                                           | Reti                                                                   | Note                                                                   |
| ---------------------------------------------------------------------- | ---------------------------------------------------------------------- | ---------------------------------------------------------------------- | ---------------------------------------------------------------------- | ---------------------------------------------------------------------- | ---------------------------------------------------------------------- | ---------------------------------------------------------------------- | ---------------------------------------------------------------------- |
| 24-3-2023                                                              | Tokyo                                                                  | Giappone                                                               | 1 – 1                                                                  | Uruguay                                                                | Amichevole                                                             | -                                                                      |                                                                        |
| 28-3-2023                                                              | Seul                                                                   | Corea del Sud                                                          | 1 – 2                                                                  | Uruguay                                                                | Amichevole                                                             | -                                                                      |                                                                        |
| 7-9-2024                                                               | Montevideo                                                             | Uruguay                                                                | 0 – 0                                                                  | Paraguay                                                               | Qual. Mondiali 2026                                                    | -                                                                      | 46’ 79’                                                                |
| 10-9-2024                                                              | Maturín                                                                | Venezuela                                                              | 0 – 0                                                                  | Uruguay                                                                | Qual. Mondiali 2026                                                    | -                                                                      |                                                                        |
| 11-10-2024                                                             | Lima                                                                   | Perù                                                                   | 1 – 0                                                                  | Uruguay                                                                | Qual. Mondiali 2026                                                    | -                                                                      |                                                                        |
| 15-10-2024                                                             | Montevideo                                                             | Uruguay                                                                | 0 – 0                                                                  | Ecuador                                                                | Qual. Mondiali 2026                                                    | -                                                                      |                                                                        |
| Totale                                                                 |                                                                        | Presenze                                                               | 6                                                                      |                                                                        | Reti                                                                   | 0                                                                      |                                                                        |

## Palmarès

### Nazionale

#### Competizioni giovanili
- Campionato sudamericano Under-20: 1

Ecuador 2017